# Rajd RAC 1969
Rajd RAC 1969 (25. RAC Rally) – 25. edycja rajdu samochodowego Rajd RAC rozgrywanego w Wielkiej Brytanii. Rozgrywany był od 14 do 20 listopada 1969 roku. Była to ósma runda Rajdowych Mistrzostw Europy w roku 1969.

## Klasyfikacja rajdu
| Miejsce                                            | Kierowca                                           | Pilot                                              | Samochód                                           | Czas                                               | Strata                                             |                                                    |
| Klasyfikacja generalna, ERC i mistrzostw Hiszpanii | Klasyfikacja generalna, ERC i mistrzostw Hiszpanii | Klasyfikacja generalna, ERC i mistrzostw Hiszpanii | Klasyfikacja generalna, ERC i mistrzostw Hiszpanii | Klasyfikacja generalna, ERC i mistrzostw Hiszpanii | Klasyfikacja generalna, ERC i mistrzostw Hiszpanii | Klasyfikacja generalna, ERC i mistrzostw Hiszpanii |
| -------------------------------------------------- | -------------------------------------------------- | -------------------------------------------------- | -------------------------------------------------- | -------------------------------------------------- | -------------------------------------------------- | -------------------------------------------------- |
| 1.                                                 | Harry Källström                                    | Gunnar Häggbom                                     | Lancia Fulvia 1.6 Coupé HF                         | 7:59:17                                            | 0.0                                                |                                                    |
| 2.                                                 | Carl Orrenius                                      | David Stone                                        | Saab 96 V4                                         | 8:03:32                                            | +4:15                                              |                                                    |
| 3.                                                 | Tony Fall                                          | Henry Liddon                                       | Lancia Fulvia 1.6 Coupé HF                         | 8:14:36                                            | +15:19                                             |                                                    |
| 4.                                                 | Ove Andersson                                      | Gunnar Palm                                        | Ford Escort Twin Cam                               | 8:14:46                                            | +15:29                                             |                                                    |
| 5.                                                 | Håkan Lindberg                                     | Bo Reinicke                                        | Saab 96 V4                                         | 8:15:32                                            | +16:15                                             |                                                    |
| 6.                                                 | Roger Clark                                        | Jim Porter                                         | Ford Escort Twin Cam                               | 8:17:04                                            | +17:47                                             |                                                    |
| 7.                                                 | Tom Trana                                          | Sölve Andreasson                                   | Saab 96 V4                                         | 8:17:34                                            | +18:17                                             |                                                    |
| 8.                                                 | Rauno Aaltonen                                     | Tony Ambrose                                       | Datsun SSS Coupe                                   | 8:18:28                                            | +19:11                                             |                                                    |
| 9.                                                 | Jerry Larsson                                      | Lars Lundblad                                      | Porsche 911 S                                      | 8:18:57                                            | +19:40                                             |                                                    |
| 10.                                                | Lasse Jönsson                                      | Per Lidström                                       | Saab 96 V4                                         | 8:21:21                                            | +22:04                                             |                                                    |